# Gewässer- und Deichverband Oderbruch
Der Gewässer- und Deichverband Oderbruch ist ein Wasser- und Bodenverband mit Sitz in Seelow im Kreis Märkisch-Oderland (Brandenburg). Aufgabe des Verbandes ist die Gewährleistung des Hochwasserschutzes für das Oderbruch. Diese Aufgabe beinhaltet auch die Unterhaltung und Pflege des Oderdeiches, sowie den Betrieb und die Unterhaltung von Schöpfwerken, Stauwerk- und Wehranlagen, Pegelanlagen und Überleiter.
Im Auftrag des Landesumweltamtes Brandenburgs schließt dies auch die Vorbereitung und Durchführung von Maßnahmen zur Verbesserung des Landschaftwasserhaushaltes ein.

## Wappen
Das heutige Wappen geht auf einen Entwurf von Gustav Adolf Closs zurück. Der Wahlspruch Wahre und Wehre krönt auf dem Kopfe des Wappens mit schwarzer Schrift und goldenem Hintergrund. Der nächste Abschnitt hat einen schwarzen Hintergrund mit 3 Getreideähren im Vordergrund. Abgetrennt durch ein goldenes Band findet sich auf dem unteren Teil ein blauer Hintergrund mit einer mittigen Seerose. Unter dem Wappen findet sich die Jahreszahl 1717. Sie ist Hinweis auf das Gründungsjahr des ersten Wasserverbandes im Oderbruch.

## Verbandsgebiet
Die Verbandsfläche ist 141.000 ha groß und befindet sich im östlichen Teil des Landes Brandenburg zwischen Frankfurt (Oder) und
Hohensaaten.

## Struktur
Die Vertreterversammlung der Verbandsmitglieder ist der Verbandsausschuss. Der Verbandsausschuss hat mindestens 52 Mitglieder. Dabei sind 13 Mitglieder im Vorstand vertreten. Neben dem Geschäftssitz in Seelow finden sich Betriebsstätten in Groß Neuendorf und Wriezen.

## Geschichte
Den ersten Wasserverband des Oderbruches gab es mit dem Deichverband im Oberoderbruch am 23. Juni 1717. Erst am 1. Oktober 1940 vereinten sich alle Deichverbände im Oderbruch zu einem einzigen Deichverband. Dies ging auf eine Verfügung des Regierungspräsidenten in Frankfurt (Oder) zurück.
Schon im Jahr 1952 wurde der Deichverband wieder aufgelöst. Von 1953 bis 1990 übernahmen der VEB (Z) Wasserwirtschaft, die Wasserwirtschaftsdirektion, die staatlichen Meliorationsbetriebe und die Meliorationsgenossenschaften die Aufgaben der Gewässerpflege und Deichunterhaltung im Oderbruch.
Am 27. Juni 1991 wurde der Gewässer- und Deichverband Oderbruch wiedererrichtet.